# Dentro l'inferno
Dentro l'inferno (Into the Inferno) è un film documentario del 2016 diretto da Werner Herzog.

## Trama
L'opera tratta l'esplorazione di vulcani attivi a Vanuatu, in Indonesia, in Islanda, in Corea del Nord ed in Etiopia da parte dello stesso regista tedesco che si avvale dell'assistenza del vulcanologo britannico Clive Oppenheimer. Herzog indaga le nostre origini e la natura come specie, spiega come i vulcani siano misteriosi, violenti, esteticamente incredibili e come, proprio per questi motivi, facciano parte fondante della cultura di molti popoli. In Corea del Nord l'indagine naturalistica e antropologica è un pretesto per mostrare anche lo stato di un paese che ha deciso di isolarsi dal resto del mondo.

## Distribuzione
Il film viene presentato in prima mondiale al Telluride Film Festival il 3 settembre 2016. Il film è stato proiettato anche al Toronto International Film Festival il 13 settembre 2016. L'opera è stata distribuita su Netflix il 28 ottobre 2016.